# Совокупность лжи
«Совокупность лжи» (англ. Body of Lies) — кинофильм, боевик режиссёра Ридли Скотта. Слоган фильма: «Никому не доверяй. Обмани всех» (Trust no one. Deceive everyone).
Премьера состоялась 9 октября 2008 года (в России 20 ноября 2008). Рейтинг MPAA: детям до 17 лет обязательно присутствие родителей.

## Сюжет
Роджер Феррис (Леонардо Ди Каприо) — сотрудник ЦРУ в Ираке, выслеживающий террориста Аль-Салима. Периодически он встречается с Низаром, членом террористической организации, который готов предоставить информацию в обмен на убежище в Северной Америке.
Несмотря на возражения своего босса Эда Хофмана (Рассел Кроу), Феррис соглашается приютить Низара. Низара используют в качестве пешки, чтобы выследить остальных членов его ячейки; когда Низар захвачен, Феррис вынужден застрелить его, чтобы не допустить разоблачения Ферриса и его коллеги Бассама (Оскар Айзек). Однако Феррис и Бассам, разъярённые отказом Хофмана действовать в соответствии с информацией, предоставленной Низаром, отправляются для обыска убежища в Баладе, Ирак, о котором Низар рассказал им. Феррис видит, как мужчины сжигают записи, и пытается обманом пройти внутрь здания, но его разоблачают. В последовавшей перестрелке и погоне в машину Ферриса и Бассама попадают из РПГ. Феррис и несколько спасённых дисков вывезены вертолётом, но Бассам погиб при взрыве.
Тем временем неизвестные террористы в Великобритании планируют вслед за взрывами автобусов в Шеффилде устроить больше терактов в Манчестере. Но они взрываются, когда полиция приходит в их дом. После выздоровления Ферриса направляют в Иорданию, чтобы продолжить поиски Аль-Салима. Там Феррис ведет переговоры о сотрудничестве с Хани Салами (Марк Стронг), руководителем Главного разведывательного управления Иордании. Благодаря разведданным, полученным Феррисом в Баладе, Хофман находит убежище Аль-Салима в Иордании и приказывает Феррису вести наблюдение за ним. Одновременно Хофман организует (без ведома Ферриса) «побочную операцию» с помощью местных агентов.
Один из террористов бежит, чтобы сообщить своим коллегам о разоблачении убежища, Феррис преследует и убивает его таким образом, чтобы смерть выглядела как случайное ограбление. Салами (через «свои каналы») подтверждает эту версию убийства для тех, кто остался в убежище. Феррис критикует Хофмана за проведение «побочных операций», которые, по его мнению, мешают проведению основной операции, и говорит Хофману прекратить их. В больнице, куда Феррис идёт за прививкой от бешенства из-за укусов собак во время задания, он встречает медсестру Аишу (Гольшифте Фарахани), у него появляются романтические чувства к ней. В Европе террористы устраивают взрыв в Амстердаме на цветочном рынке, убив 75 человек и ранив сотни людей.
Выяснив, что один из мужчин, живущих в убежище, является бывшим мелким преступником Мустафой Карами, Салами увозит Карами в пустыню и заставляет его работать на иорданскую разведку, угрожая сдать его как информатора, если он откажется сотрудничать. Хофман просит Салами использовать Карами, но он отказывается, полагая, что впереди будет более важная операция. Без ведома Ферриса и Салами Хофман приказывает Скипу следовать за Карами и похитить его. Карами убегает и уведомляет террористов в убежище, что за убежищем следят, и они покидают его. Коллега Ферриса Скип пойман Салами. Салами обвиняет Ферриса в том, что он знал о похищении Карами, обвиняет Ферриса во лжи и раскрытии убежища. В итоге Ферриса высылают из Иордании.
Феррис возвращается к Хофману в Вашингтон, и они разрабатывают новый план по поиску Аль-Салима. Подозревая, что его мотивирует больше гордость, чем идеология, они устраивают фальшивый террористический акт и назначают организатором Омара Садики, невиновного иорданского архитектора, надеясь, что Аль-Салим выйдет из укрытия и попытается связаться с ним. Аль-Салим видит новости об атаке и попадается на приманку. Салами приглашает Ферриса вернуться в Иорданию и делится своими подозрениями, что Омар Садики — террорист, хотя Феррис делает вид, что ничего не знает. Позже Феррис пытается спасти Садики от похищения приспешниками Аль-Салима, но терпит неудачу и видит, что его коллега чуть не погиб в автомобильной аварии. На допросе Садики отрицает какую-либо связь с терактом. Позже его находят избитым и мёртвым.
Феррис возвращается в свою квартиру и обнаруживает, что Аиша была похищена. Он отчаянно просит Салами о помощи, признавая, что он сфабриковал террористическую ячейку Омара Садики и теракт. Салами отказывается помогать из-за того, что Феррис обманул его раньше. Феррис предлагает себя для обмена на Аишу, его доставляют в центр пустыни, а Хофман наблюдает за всем с помощью беспилотника. Ферриса окружают несколько внедорожников, которые ездят по кругу, чтобы создать облако пыли, прежде чем забрать Ферриса. Облако пыли затрудняет обзор Хофману, поэтому он не может определить, в каком из внедорожников, которые сейчас едут в разных направлениях, находится Феррис.
Ферриса везут через границу в Сирию, где его будет допрашивать Аль-Салим. Когда Феррис спрашивает Аль-Салима об Аише, ему говорят, что кто-то солгал ему и что его обманули. Феррис говорит Аль-Салиму, что в его организации есть информатор (Карами), который работает на Ферриса, и соответственно Аль-Салим работает на Ферриса. Аль-Салим не верит Феррису, бьет его, включает видеокамеру и приказывает его казнить. Салами и его агенты прибывают в последний момент, спасая жизнь Феррису. Аль-Салима арестовывает в его собственном внедорожнике Марван Се-Киа, сотрудник службы безопасности Салами.
Салами навещает Ферриса в больнице и рассказывает, что он подстроил похищение Аиши и организовал захват Ферриса Аль-Салимом, используя Карами в качестве посредника. Потеряв желание сражаться в этой «войне», Феррис уходит и идёт к Аише.

## В ролях
| Актёр              | Роль                                                           |
| ------------------ | -------------------------------------------------------------- |
| Леонардо Ди Каприо | Роджер Феррис агент ЦРУ на Ближнем Востоке                     |
| Рассел Кроу        | Эд Хофман глава ближневосточного отдела ЦРУ, босс Ферриса      |
| Марк Стронг        | Хани Салами глава ГРУ Иордании                                 |
| Алон Абутбуль      | Аль-Салим глава террористической группы                        |
| Оскар Айзек        | Бассам оперативник ЦРУ в Ираке                                 |
| Мехди Неббу        | Низар лингвист, избранный мучеником                            |
| Али Сулиман        | Омар Садики иорданский архитектор                              |
| Гольшифте Фарахани | медсестра Аиша                                                 |
| Саймон Макбёрни    | Гарленд компьютерщик ЦРУ, создающий ложную информацию о Садики |
| Каис Нашиф         | Мустафа Карами участник группы Аль-Салема                      |
| Винс Колозимо      | Скип оперативник ЦРУ в Аммане                                  |
| Майкл Гэстон       | Холидэй предшественник Ферриса в Аммане                        |
| Любна Азабаль      | Кала сестра Аиши                                               |
| Аннабелль Уоллис   | подружка Хани                                                  |

## Сборы
Бюджет фильма составил 70 млн. $. В первые выходные собрал 12 884 416 $ (третье место). В прокате с 10 октября 2008 по 15 января 2009, наибольшее число показов в 2714 кинотеатрах единовременно. За время проката собрал в мире 115 097 286 $ (50 место по итогам года) из них 39 394 666 $ в США (72 место по итогам года) и 75 702 620 $ в остальном мире. В странах СНГ фильм шёл с 20 ноября по 21 декабря 2008 и собрал 1 018 965 $.